# ارگاکی
ارگاکی (به لاتین: Argaki) یک منطقهٔ مسکونی در قبرس است که در ناحیه نیکوزیا واقع شده‌است.

## خصوصیات
ارگاکی ۱٬۰۰۸ نفر جمعیت دارد.